# Amici Puffi
Amici Puffi  è il settantesimo singolo discografico di Cristina D'Avena, pubblicato nel 1990. Il brano era la dodicesima sigla della serie animata I Puffi, scritta da Alessandra Valeri Manera su musica e arrangiamento di Vincenzo Draghi. Sul lato b è incisa la versione strumentale.

## Edizioni
Il brano è inserito nella compilation Fivelandia 8 e in numerose raccolte.

## Tracce
Lato A
1. Amici Puffi – 3:10 (Alessandra Valeri Manera-Vincenzo Draghi)

Durata totale: 3:10
Lato B
1. Amici Puffi (strumentale) – 3:10 (Alessandra Valeri Manera-Vincenzo Draghi)

Durata totale: 3:10